# Tính biệt chu

Các hệ thống phân chia giới tính (xanh: mang túi đực, đỏ: mang túi cái, nửa xanh nửa đỏ: mang cả túi đực và túi cái)

Tính biệt chu (Tiếng Anh: dioecy /daɪˈiːsi/; Tiếng Hy Lạp: διοικία "hai nhà"; dạng tính từ: dioecious /daɪˈiːʃəs/, /daɪˈiːʃɪəs/) là một đặc tính của loài. Ở các loài đó, để tạo ra hợp tử cần hai cá thể riêng biệt thuộc hai giới khác nhau cho giao tử đực và cái một cách trực tiếp (như ở động vật) hoặc gián tiếp (như ở thực vật có hạt). Sinh sản biệt chu cần sự tham gia của hai cơ thể cha mẹ, vì vậy một số tài liệu dịch "dioecy" là sinh sản khác nguồn.
Ngược lại với biệt chu là đồng chu (Tiếng Anh: monoecy), là khi không có sự phân hóa về giới tính giữa các cá thể cho giao tử.
Tính biệt chu là một cơ chế làm giảm tự thụ và tăng thụ tinh chéo, từ đó giảm độ biểu hiện của những đột biến lặn gây hại trong quần thể. Nhưng nhược điểm của tính biệt chu là chỉ một nửa dân số trực tiếp tạo cơ thể con bằng hình thức mang thai hoặc tạo hạt. Thực vật cũng có một số phương pháp khác cho mục đích của tính biệt chu, bao gồm dichogamy, herkogamy, và tính tự không tương thích.
Biệt chu (đực và cái) là một hệ thống sinh sản dị hình giới tính, cùng với biệt chu cái (lưỡng tính và cái) và biệt chu đực (lưỡng tính và đực).

## Từ nguyên học
Biệt chu là từ ghép có các tiếng có nguồn gốc Hán-Việt. Trong đó, "biệt" là khác, "chu" là gốc cây. Biệt chu ý chỉ sự cần thiết của hai cá thể thực vật riêng biệt tham gia vào sinh sản.
Trong tiếng Anh, biệt chu là "dioecy" gồm các hình vị có nguồn gốc Hy Lạp. Trong đó, "di-" là hai, "-oecy" là hộ nhà.

## Trong động vật học

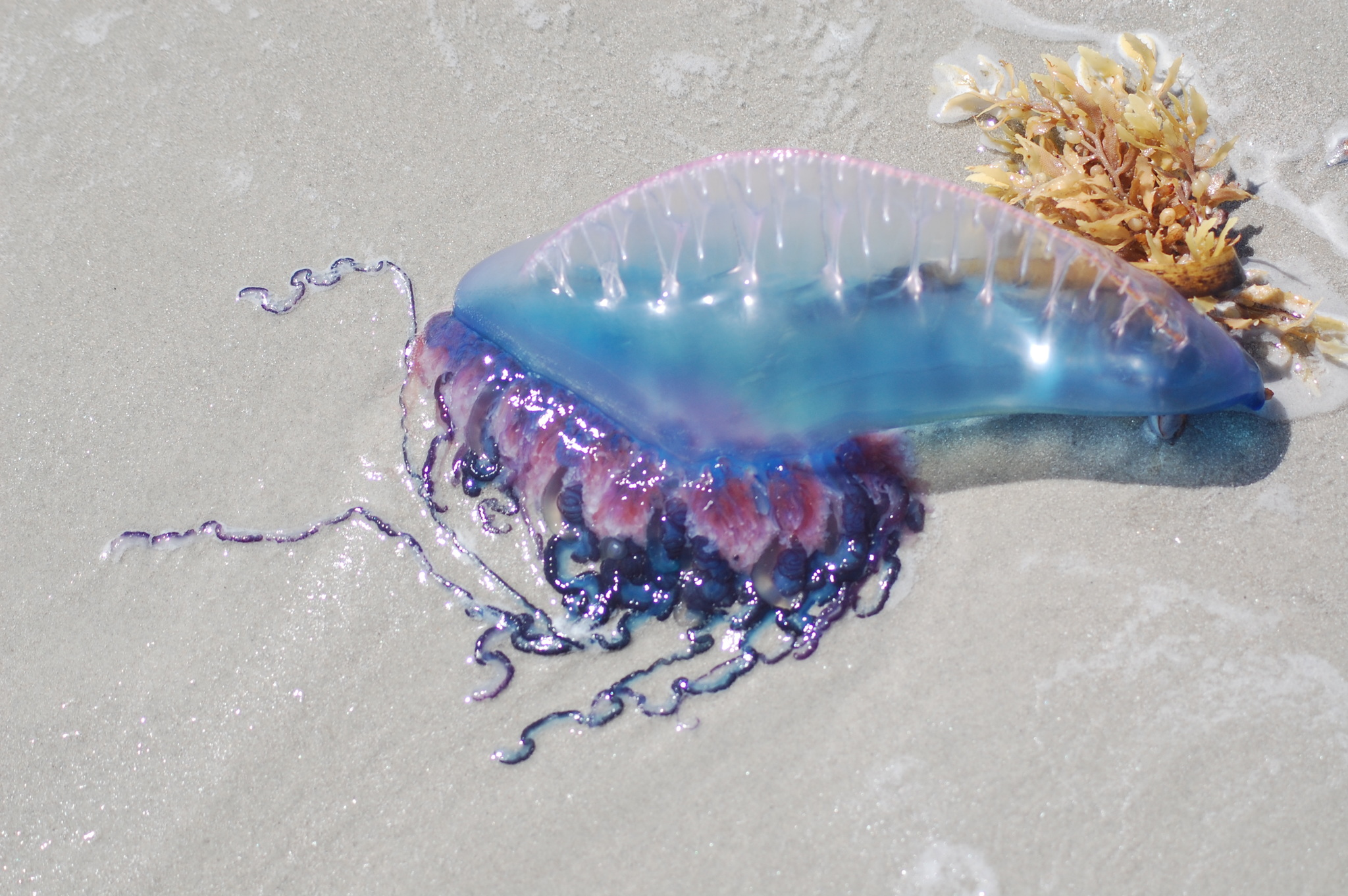
Một tập đoàn Physalia physalis, tập đoàn này có thể biệt chu hoặc đồng chu.

Ở động vật, tính biệt chu đối lập với tính lưỡng tính, tức là một cá thể chỉ có thể là đực hoặc cái; vì vậy người ta không thường dùng "biệt chu", mà dùng "gonochory" cho động vật. Hầu hết động vật là loài gonochoric (biệt chu).
Tính biệt chu còn được sử dụng để chỉ đặc tính của một tập đoàn của một loài, đơn cử như Siphonophorae, một tập đoàn của loài này có thể mang tính biệt chu hoặc đồng chu. Nếu tập đoàn đó biệt chu thì các cá thể sinh sản thuộc cùng một giới tính. Nếu tập đoàn đó đồng chu thì các cá thể sinh sản thuộc các giới tính khác nhau.

## Trong thực vật học
Thực vật có phôi khác với động vật ở chỗ vòng đời của nó có sự luân phiên thế hệ. Với động vật, một cá thể tạo một loại giao tử đơn bội, có thể là trứng hoặc tinh trùng. Một trứng và một tinh trùng kết hợp tạo thành một hợp tử, hợp tử lớn lên thành cá thể mới. Còn với thực vật trên cạn, thế hệ đơn bội của chúng không giới hạn ở giao tử, mà bắt đầu bằng bào tử - cũng là những tế bào đơn bội nhưng chúng không có khả năng dung hợp tạo hợp tử. Ngược lại, chúng nguyên phân, nảy mầm thành những sinh vật đa bào đơn bội - thể giao tử. Thể giao tử này sau đó mới giảm phân tạo giao tử, rồi hai giao tử dung hợp để tạo hợp tử và nguyên phân thành cơ thể đa bào lưỡng bội - thể bào tử. Dị hình giới tính phổ biến ở cây biệt chu :403
Ở các loài thực vật không mạch (rêu thực sự, rêu sừng và rêu tản), thể giao tử là một cá thể độc lập và chỉ tạo một loại bào tử (tính đẳng bào). Còn thực vật có hạt thì tạo hai loại bào tử có kích thước khác nhau (tính dị bào). Thể giao tử của thực vật có hạt phụ thuộc và phát triển hoàn toàn bên trong thể bào tử, hiện tượng này có tên là nội bào tử. Ở những cây có hoa, thể giao tử đực phát triển trong hạt phấn được tạo ra bởi nhị của thể bào tử, còn thể giao tử cái phát triển trong noãn được tạo bởi nhuỵ của thể bào tử. 

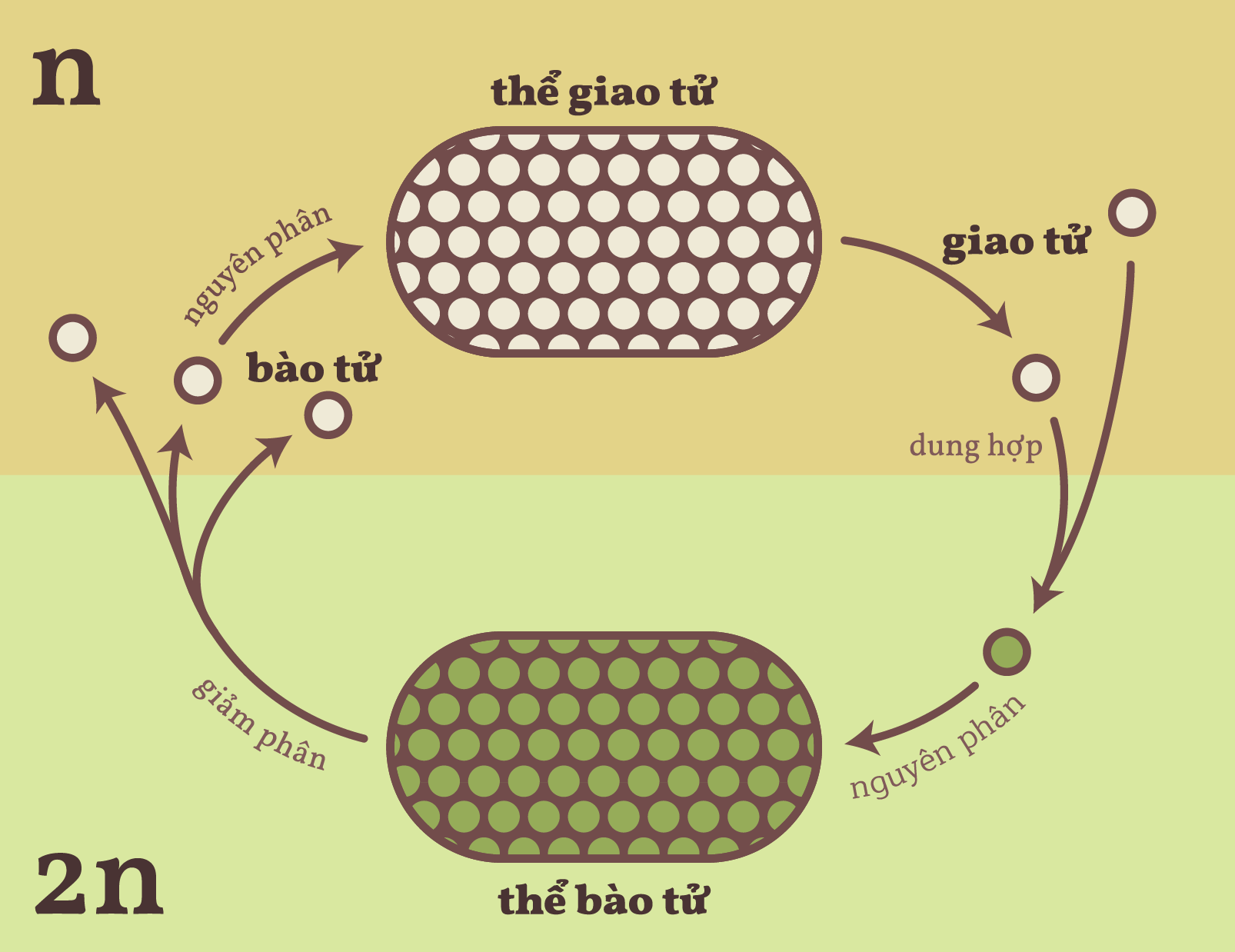
Sự luân phiên thế hệ ở thực vật: thế hệ thể bào tử tạo bào tử để tạo thế hệ thể giao tử, thế hệ thể giao tử tạo giao tử để dung hợp và tạo các thể bào tử mới.

Thế hệ thể bào tử (của thực vật có hạt) sẽ được gọi là đồng chu khi mỗi cá thể thể bào tử đều có cả hai loại túi bào tử, nên sẽ tạo được cả thể giao tử đực và thể giao tử cái, từ đó tạo được cả giao tử đực và giao tử cái. Nói cách khác, một cây hoa của loài đồng chu có cả nhị và nhuỵ trên cùng một hoa hoặc trong các hoa khác nhau.
Thế hệ thể bào tử (của thực vật có hạt) sẽ được gọi là biệt chu khi mỗi cá thể thể bào tử chỉ có một loại túi bào tử, nên sẽ chỉ tạo được một loại thể giao tử, từ đó tạo được một loại giao tử duy nhất. Ví dụ: Nói cách khác, một cây hoa của loài biệt chu chỉ có thể có nhị hoặc nhụy. (xem thêm ở Hình thái học sinh sản thực vật để biết thêm chi tiết, bao gồm những trường hợp phức tạp hơn)

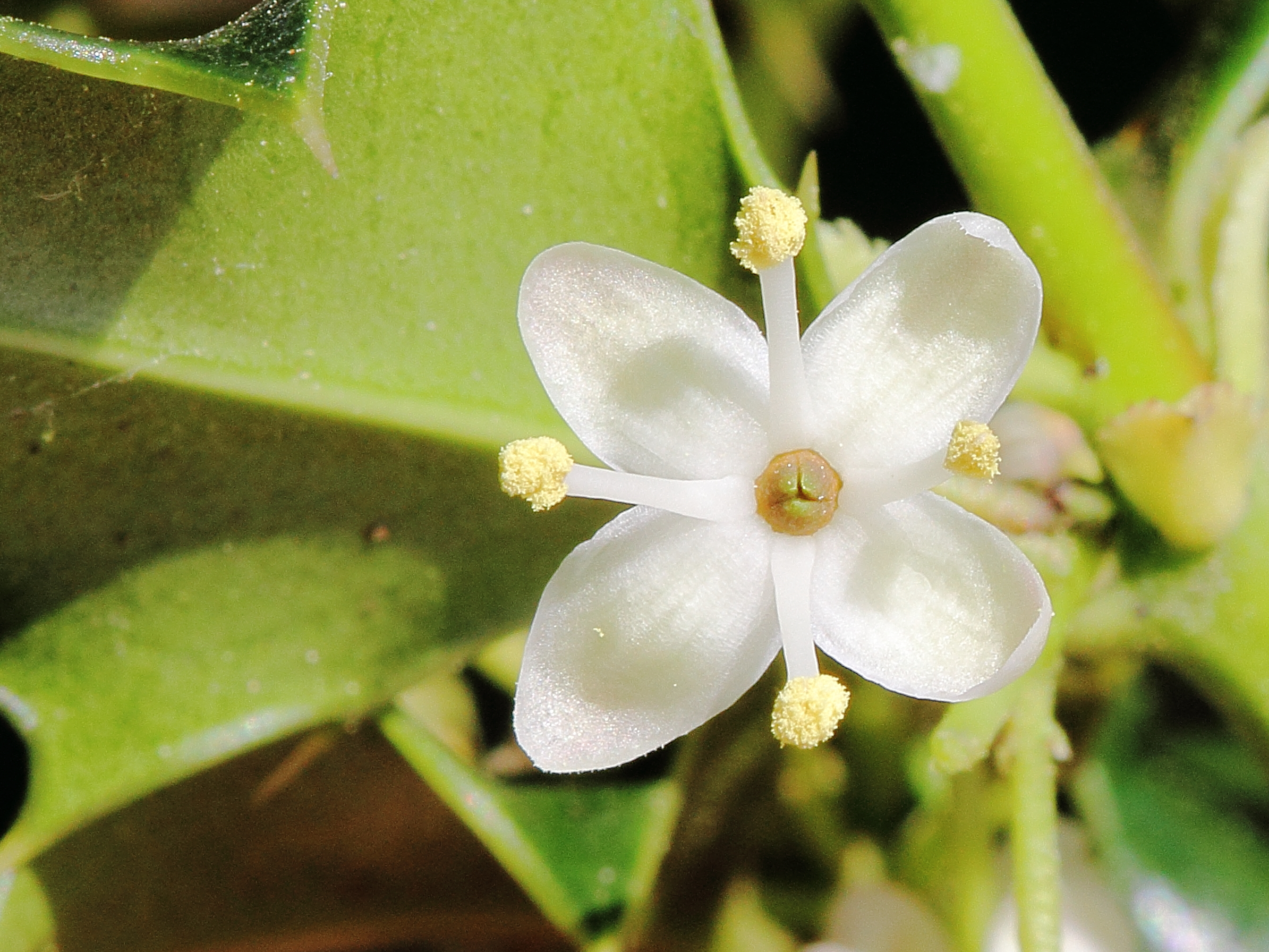
Ở nhựa ruồi biệt chu, một số cây chỉ có hoa đực tạo phấn hoa.

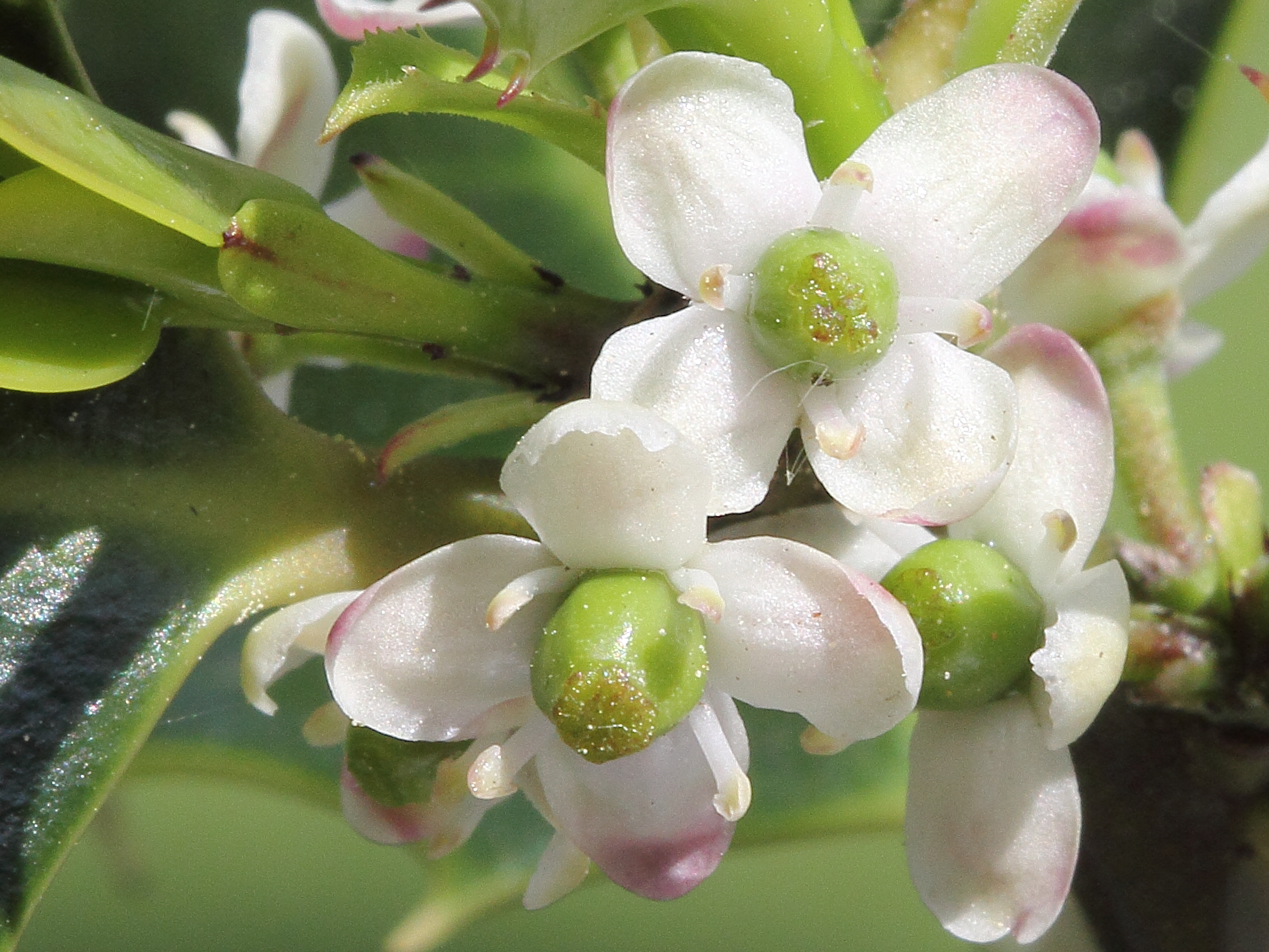
Những cây còn lại chỉ có hoa cái tạo ra noãn.

Hai thuật ngữ tương tự là dioicous và monoicous được sử dụng cho thể giao tử (còn dioecious và monoecious (biệt chu và đồng chu) được sử dụng cho thể bào tử, nhưng đôi khi cũng dùng cho thể giao tử). Thể giao tử dioicous chỉ có thể tạo giao tử đực (tinh) hoặc giao tử cái (trứng). Khoảng 60% rêu tản là dioicous.
Có rất nhiều nhóm thực vật mang tính biệt chu, ví dụ như bạch quả, cây liễu, cần sa và gỗ tếch châu Phi. Như tên khoa học, cây tầm ma gốc lạ Urtica dioica là loài biệt chu, :305 còn loài tầm ma thường niên Urtica urens thì đồng chu. :305. Những thực vật diocious chiếm ưu thế ở vùng nhiệt đới.
Khoảng 65% thực vật hạt trần có tính biệt chu, nhưng tính biệt chu xuất hiện ở gần như tất cả các loài có quả dạng nón (như thông). Đối với thực vật hạt trần, hệ thống sinh sản đồng hay biệt chu liên quan mật thiết đến phương thức giao phấn. Đồng chu phổ biến ở loài giao phấn bằng gió, còn biệt chu phổ biến ở loài giao phấn bằng động vật.
Khoảng 6% thực vật hạt kín là loài biệt chu và 7% chi thực vật hạt kín chứa loài biệt chu. Dioecy thường phổ biến hơn ở những cây thân gỗ và những loài dị dưỡng. Ở hầu hết thực vật biệt chu, việc thể giao tử là đực hay cái được quyết định bởi gen, nhưng cũng có thể là bởi môi trường, ví dụ như các loài thuộc chi Nam tinh.
Một số loài tảo là loài biệt chu. Tính biệt chu phổ biến ở tảo nâu (Phaeophyceae) và có thể đã là trạng thái của tổ tiên nhóm đó.

### Sự tiến hoá của tính biệt chu
Ở thực vật, những loài biệt chu thường tiến hóa từ loài lưỡng tính hoặc từ loài đồng chu với giả thuyết chưa được chứng minh là nó làm vậy để giảm tự thụ. Tuy nhiên, tính biệt chu cũng đã được chứng minh là liên quan đến gia tăng đa dạng di truyền nhằm bảo vệ quần thể khỏi những đột biến có hại.  Nhưng cho dù là theo con đường tiến hoá nào thì trạng thái trung gian của nó cũng đã phải có ưu thế tiến hoá nào đó so với những hoa lưỡng tính.
Tính biệt chu tiến hoá từ sự vô sinh của giới đực hoặc cái, mặc dù chuyện có các đột biến làm vô sinh cùng lúc hai giới là khó diễn ra. Với thực vật hạt kín, hoa đơn tính tiến hoá từ hoa lưỡng tính. Tính biệt chu xuất hiện ở gần một nửa số họ thực vật, nhưng chỉ rất ít chi, có nghĩa là nó tiến hoá gần đây. Trong 160 họ có loài biệt chu, sự biệt chu được cho là đã tiến hoá nhiều hơn 100 lần.
Ở họ Đu đủ, biệt chu rất có thể đã là hệ thống sinh sản nguyên thủy.

#### Từ đồng chu
Những loài biệt chu có thể có tổ tiên đồng chu (hoa đơn tính nhưng trên cùng một cây có thể có cả hoa đực và cái). Một số tác giả cho rằng đồng chu và biệt chu liên quan với nhau.
Trong chi Từ cô có sự phân bố hệ thống giới, nên nó được mặc nhận rằng tính biệt chu tiến hoá từ tính đồng chu với trạng thái trung gian là biệt chu cái  (có hoa cái và hoa lưỡng tính), nhờ một đột biến làm vô sinh ở đực. Tuy nhiên, vì chưa tìm được trạng thái tổ tiên của nó, sự tiến hoá từ đồng thành biệt chu cần thêm nghiên cứu để làm rõ.

#### Từ lưỡng tính
Tính biệt chu thường tiến hoá từ lưỡng tính qua biệt chu cái nhưng cũng có thể qua biệt chu đực (có hoa đực và hoa lưỡng tính) hoặc dị trụ. Trong Họ Cúc, tính biệt chu đã tiến hoá độc lập khỏi sự lưỡng tính ít nhất 5 đến 9 lần. Sự chuyển đổi theo hướng ngược lại, từ biệt chu thành lưỡng tính cũng đã được quan sát ở họ Cúc và nhóm Rêu, với tần suất bằng một nửa so với lưỡng tính thành biệt chu.
Trong chi Silene (thuộc họ Cẩm chướng), biệt chu được cho là tiến hoá từ biệt chu cái.

## Nấm học
Có rất ít loài nấm biệt chu đã được phát hiện.
Tính biệt chu và đồng chu ở nấm nói đến đối tượng nhận và cho trong giao phối, khi nhân chuyển từ một sợi nấm (hypha) đơn bội đến một sợi khác và hai nhân đó dung hợp để tạo hợp tử (quá trình tiếp hợp nhân). Định nghĩa này nhằm tránh sự lẫn lộn với hệ thống đực và cái hiện rất hiếm trong ngành nấm. Một cá thể biệt chu không những cần đối tác giao phối, mà chỉ thực hiện một trong hai vai trò cho hoặc nhận nhân. Còn nấm đồng chu thì có thể làm cả hai vai trò (nhưng có những loài không tự thụ được).

## Lợi ích thích nghi
Về mặt số lượng, tính biệt chu bất lợi so với lưỡng tính vì chỉ một nửa số cây trưởng thành có thể tạo con. Vì thế loài biệt chu nhất định phải có lợi thế gì đó về sinh tồn, phát triển hay sinh sản để bù đắp cho cái giá này. Tính biệt chu khai trừ sự tự thụ và thúc đẩy thụ phấn chéo, từ đó làm giảm biểu hiện của nhũng gen đột biến lặn, xấu trong quần thể. Ở cây thân gỗ, sự bù đắp này thể hiện qua lượng hạt của mỗi cây tăng. Điều này còn được tạo điều kiện bởi sự đóng góp ít hơn vào phát triển của quần thể của sinh sản, kết quả là không có chênh lệch đáng kể giữa việc có hoa đực với hoàn toàn lưỡng tính. Tính biệt chu cũng có thể đẩy nhanh hoặc làm chậm quá trình đa dạng hóa dòng dõi ở thực vật hạt kín. Các dòng dõi biệt chu thường đa dạng hơn ở một số chi, nhưng ít hơn ở các chi khác. Một phân tích đã cho thấy rằng tính biệt chu không thường xuyên làm chậm sự đa dạng hóa, nhưng cũng không thúc đẩy mạnh mẽ nó.